# أناويز
أناویز هي قرية في مقاطعة خلخال، إيران. يقدر عدد سكانها بـ 181 نسمة بحسب إحصاء 2016.